# Ángel María Villar Llona
Ángel María Villar Llona (Bilbao, 21 de gener de 1950), és un exfutbolista i dirigent esportiu basc. Fou vicepresident de la FIFA i president en funcions el 2016, vicepresident tercer de la UEFA, i president de la Federació Espanyola de Futbol des de 1988 fins a desembre de 2017. El gener de 2011 fou guardonat amb el premi Marca Leyenda. Entre 1969 i 1981 va jugar com a futbolista en equips del País Basc, i formà part durant una dècada de la plantilla de l'Athletic Club de Bilbao, i va jugar en 22 partits amb la selecció espanyola, amb la qual va fer tres gols.

## Biografia

### Com a futbolista
Format a les categories inferiors de l'Athletic Club, Villar va passar pel CD Galdakao i el CD Getxo per a tornar a 1970 al club biscaí, on va desenvolupar tota la seva carrera com a professional. Amb el primer equip dels lleons va debutar a Primera Divisió el 9 de setembre de 1971. Fins que penjà les botes, el 1981, va conquistar una Copa del Generalíssim el 1973 i va ser subcampió de la Copa de la UEFA el 1977.
Com a jugador va destacar en la seva trajectòria per la seva entrega i la seva qualitat, però quedarà per als annals una memorable agressió a la superestrella blaugrana Johan Cruyff el 24 de març de 1974, les imatges de la qual van fer la volta al món.

### Com a dirigent
Paral·lelament diversos anys va compaginar amb les seves responsabilitats en diferents organismes futbolístics.
El 1978 Villar ja havia estat un dels fundadors de l'Associació de Futbolistes Espanyols (AFE), sindicat del qual va arribar a ser vicepresident. Posteriorment, va ser elegit president de la Federació Biscaïna de Futbol i va pertànyer a la junta de la Reial Federació Espanyola de Futbol presidida per José Luis Roca. El 1988 va substituir-lo com a president, i fou reelegit en el càrrec en cinc ocasions: 1992, 1996, 2000, 2004 i 2008. El desembre de 2017 fou destituït del càrrec pel Tribunal Administratiu de l'Esport.
Va ser també vicepresident de la UEFA des de 1992 i de la FIFA des de 2000, fins que va dimitir dels càrrecs el juliol de 2017.

### Controvèrsia com a dirigent
El 2003 va acomiadar a qui va ser el seu secretari general durant 12 anys, Gerardo González, al·legant deslleialtat i sota acusacions de filtrar documents a la premsa. Des d'aquesta data, la Federació que presideix va iniciar un procés de reforma estructural sense precedents en tots els nivells, posant al capdavant d'aquest canvi a Jorge Pérez Arias, que va prendre els comandaments com a secretari general. La nova Ciutat del Futbol Espanyol a Las Rozas (Madrid), la remodelació de la Direcció Esportiva federativa (posant al capdavant a l'exjugador i capità del Reial Madrid i de la selecció, Fernando Hierro), o la nova estructura administrativa de la RFEF (incorporant professionals externs de prestigi al capdavant de diferents departaments - Vicente Casado Salgado, en Màrqueting, Emilio Garcia Silvero, per als temes jurídics, Pedro Rubio Otaño en Recursos Humans i Qualitat, o Antonio Bustillo per a la Comunicació - ex del Comitè Olímpic) han fet de la Federació de Futbol una institució d'acord amb els temps i amb la importància social i econòmica de l'activitat que promou a l'estat espanyol.
Durant el seu mandat en la RFEF s'ha qüestionat molt sobre la seva gestió a diferents nivells com el funcionament i designació en el col·lectiu arbitral, subvencions, i fins i tot en la seva actuació contra determinades resolucions de l'estat espanyol en matèries de successió del càrrec. El govern va intentar promoure una reforma en 2007 amb una norma específica que entre altres resultats conduiria al fet que abandonés el càrrec que ocupava des de feia més de 20 anys. Villar va respondre amb una candidatura recolzada per més del 80% dels vots, obtenint la reelecció.
Les nombroses tensions han desembocat en diversos processos judicials durant aquests dos lustres, generalment instats per opositors al seu mandat, en els quals ha obtingut sentències favorables dels Tribunals de Justícia.
La investigació realitzada feta per la Guàrdia Civil, anomenada Operació Soule, desembocà en la seva detenció, conjuntament amb el seu fill Gorka i el vicepresident econòmic de la RFEF, Juan Padrón, feta el 18 de juliol de 2017 després de registrar les seus de la federació: Madrid, Tenerife, Melilla, Ceuta i el País Valencià. L'operació fou coordinada pel jutge Santiago Pedraz i la Fiscalia Anticorrupció, en el marc d'una investigació de la gestió de persones vinculades a la Federació Espanyola de Futbol en relació amb delictes de corrupció entre particulars, falsedat en document públic, administració deslleial, apropiació indeguda i possible alçament de béns.
Per ordre del mateix jutge el dia 20 de juliol de 2017 va ingressar a la presó de Soto del Real de manera incondicional i provisional en entendre el magistrat de l'Audiència Nacional que existia un risc d'obstrucció a la justícia, a banda de la gravetat dels delictes que havia comès presumptament. El dia 1 d'agost de 2017, va ser posat en llibertat sota fiança de 300.000 euros. A finals de març de 2023, l'operació Soule continuava en fase d'instrucció.
A la vista dels indicis de delicte, la comissió directiva del Consell Superior d'Esports el va suspendre com a president de la RFEF el 25 de juliol de 2017. Poc després va dimitir dels seus càrrecs a la FIFA i la UEFA.
El 21 de desembre de 2017, el Tribunal Administratiu de l'Esport (TAD) va destituir Villar del càrrec de president de la RFEF, en considerar provada la seva falta de neutralitat en unes eleccions celebrades uns mesos abans.

## Selecció espanyola
Va ser internacional en 22 partits amb la selecció espanyola, en què va marcar tres gols. El seu debut amb el combinat estatal es va produir el 17 d'octubre de 1973 a Istanbul.
També va disputar un partit amb la selecció olímpica d'Espanya.

## Clubs
| Club          | País      | Anys      | Partits | Gols |
| ------------- | --------- | --------- | ------- | ---- |
| CD Galdakao   | País Basc | 1969-1970 |         |      |
| CD Getxo      | País Basc | 1970-1971 |         |      |
| Athletic Club | País Basc | 1971-1981 | 361     | 11   |